# Reflections (Care Enough)
Pour les articles homonymes, voir Reflections.
Singles de Mariah Carey
Never Too Far/Hero Medley
(2001) Through the Rain
(2002)
Reflections (Care Enough) est le quatrième extrait de l'opus Glitter de la chanteuse américaine Mariah Carey, qui sert de bande originale au film du même nom. Le titre est sorti le 15 décembre 2001.

## Accueil
Le titre n'a fait l'objet d'aucune publicité aux États-Unis. Cependant Mariah Carey a interprété le titre lors d'une émission télévisée nommée At Home for the Holidays with Mariah Carey.

## Clip vidéo
Le vidéoclip de ce titre est une scène du film Glitter, réalisé par Vondie Curtis-Hall dont Mariah Carey est l'interprète principal. Il y montre l'interprète en train d'écrire et d'interpréter la chanson sur un piano.

## Formats et pistes
CD single
1. Reflections (Care Enough)
2. Reflections (Care Enough) (Version Instrumentale)